# Канлъджа
Канлъджа (на турски: Kanlıca) е квартал от азиатската страна на пролива Босфор, в район Бейкоз на вилает Истанбул, Турция. Известен е с киселото мляко, поръсено с пудра захар, което се продава в местните кафенета, включително İsmailağa Kahvesi, където има малък музей, почитащ известни посетители от миналото.

## Местоположение
Каналът Бюлбюл се влива в Босфора в залива Канлъджа. Природният парк Михрабат е разположен на юг от Канлъджа, северно от канал Бюлбюл.
Джамията Искендер паша, поръчана от (военен съдия) Казаскер Гази Искендер паша и първоначално построена от Мимар Синан през 1559 – 60 г., се намира навътре от кея Канлъджа. Гробницата на Искендер паша е прикрепена към старата хижа на часовника. Джамията е възстановена, така че да не е оцеляла никаква следа от работата на Синан.
Гробището Канлъджа е на хълма източно от местността с изглед към Босфора. Известни погребения на гробището включват журналиста Седат Симави, музикантите Баръш Манчо и Каяхан Ачар.
Кейът Канлъджа обслужва градските фериботни линии (на турски: Şehir Hatları), свързващи го с Арнавуткой, Бебек, Емирган и Истинйе на европейския бряг и Анадолухисаръ, Кандили и Ченгелкьой на азиатския бряг. Кейът Канлъджа е отправна точка за годишното междуконтинентално плуване на Босфора, 6,5 km дълго плувно събитие в открити води през пролива, което завършва в Куручешме от европейската страна на града.
Път, минаващ навътре от кея Канлъджа, води до двореца Хедив (Hıdiv Kasrı).

## История
По време на османската епоха Канлъджа е бил луксозен квартал, където богати хора са построили елегантни крайбрежни имения (на турски: Yalı). Той все още е дом на много исторически дървени крайбрежни имения.
Според османските оценки през 1882 г. Канлъджа има население от 9 891 души, състоящо се от 6 095 мюсюлмани, 3 043 гърци, 708 арменци, 41 католици и 4 латинци.

## Галерия
- Ялъ на великия везир Садразам Кадри паша
- Ялъ на Ахмет Расим паша
- Ялъ на Хаджъ Ахмет бей (вторият вляво), Ялъ на Али Мазхар бей (вдясно), Ялъ на Етем Пертев бей (най-вдясно)
- Ялъ на Али Мазхар бей (вляво), Ялъ на Етем Пертев бей (в средата)
- Ялъ на Елбиседжи Ахмет бей
- Ялъ на главния лекар Хекимбашъ Салих Ефенди
- Ялъ на Яълъкчъ Хаджъ Решит бей (вляво), Ялъ на принцеса Рукие (в средата)
- Ялъ на Йеди Секиз Хасан паша
- Ялъ на Зариф Мустафа паша
- Пътнически фериботен пристан на Канлъджа
- Радарна кула Канлъджа за морска навигация в Босфора
- Кисело мляко Канлъджа с мед